# Роман Шаронов
Роман Шаронов е бивш руски футболист, защитник. Най-известен с изявите си за ФК Рубин Казан. Изиграва 8 мача за националния отбор на Русия, участвайки на европейските първенства през 2004 и 2012 г.

## Кариера
Кариерата му започва в Локомотив Москва, но Шаронов играе само в дублиращата формация, за която има над 100 мача. През 1997 отива да играе в китайския Фаубей, но там престоява само половин година, след което играе за Металург Красноярск. През 1999 отборът вече играе в 1 дивизия. В средата на сезона защитникът е трансфериран в набиращия сила отбор на Татарстан Рубин Казан. През 2002 печели 1 дивизия. На 16 март 2003 дебютира в РФПЛ, а през юли вкарва първия си гол в елита. Това става срещу родният тим на Шаронов – Локомотив. На 31 март 2004 той дебютира за националния тим на Русия в контрола срещу България. На Евро 2004 е титуляр за Русия в първия мач срещу Испания, но е изгонен. Играе и в мача срещу Гърция до 55 минута. Последния си мач за „Сборная“ изиграва на 4 септември 2004 срещу Словакия. В края на сезона договорът му с Рубин изтича и Роман подписва като свободен агент с новака в лигата Терек. Отборът изпада и Шаронов пожелава да напусне, но въпреки нежеланието си да играе за Терек, той изпълнява двугодишния си договор. В 2007 подписва с Шинник, като печели 1 дивизия. В 2008 разтрогва заради неизпълнени клаузи от страна на клуба. През февруари 2008 се завръща в Рубин. Изиграва 26 мача и вкарва 1 попадение. Става шампион на Русия. През 2009 Шаронов отново е основна фигура, партнирайки си със Сезар Навас в центъра на отбраната. Отново става шампион на страната. През декември 2009 удължава договора си до 2012 година. На 10 април 2010 изиграва своят мач номер 200 за Казанци, но тежка контузия го вади от терените до края на сезона. През сезон 2011/12 си вкарва 2 автогола, но в по-голямата част от сезона е титуляр. Също така наследява капитанската лента от Сергей Семак. На 10 април 2011 изиграва своят мач номер 200 за Рубин. В май 2012 попада в разширения списък на Русия за Евро 2012, въпреки че не е играл за „Сборная“ от 2004 г. На 25 май играе в контрола с Уругвай, влизайки като резерва.